# Universiade d'hiver de 2019
Navigation
Édition précédente Édition suivante
L'Universiade d'hiver de 2019 est la 29e édition des Universiades d'hiver. Elle s'est déroulée à Krasnoïarsk, en Russie, du 2 au 12 mars 2019. Cette compétition universitaire internationale multi-sports se déroule tous les deux ans et est organisée par la FISU. Elle représente également le plus grand événement multi-sports international d'hiver après les Jeux Olympiques. Plus de 2500 compétiteurs de plus de 57 pays différents s'affrontent pendant onze jours de compétitions sportives. 
Lors de cette 29e édition, la France termine troisième au tableau des médailles à égalité avec le Japon, en remportant deux médailles d'or, quatre médailles d'argent et sept médailles de bronze. C'est la Russie qui, avec 112 médailles à l'issue de ces Universiades, remporte le classement général des médailles. La république de Corée termine deuxième.
La prochaine édition des Universiades d'hiver aurait dû avoir lieu à Lucerne, en Suisse, du 21 au 31 janvier 2021. L'édition fut annulé en raison de la Pandémie de Covid-19.

## Disciplines

«U-Laika», mascotte des Universiades 2019

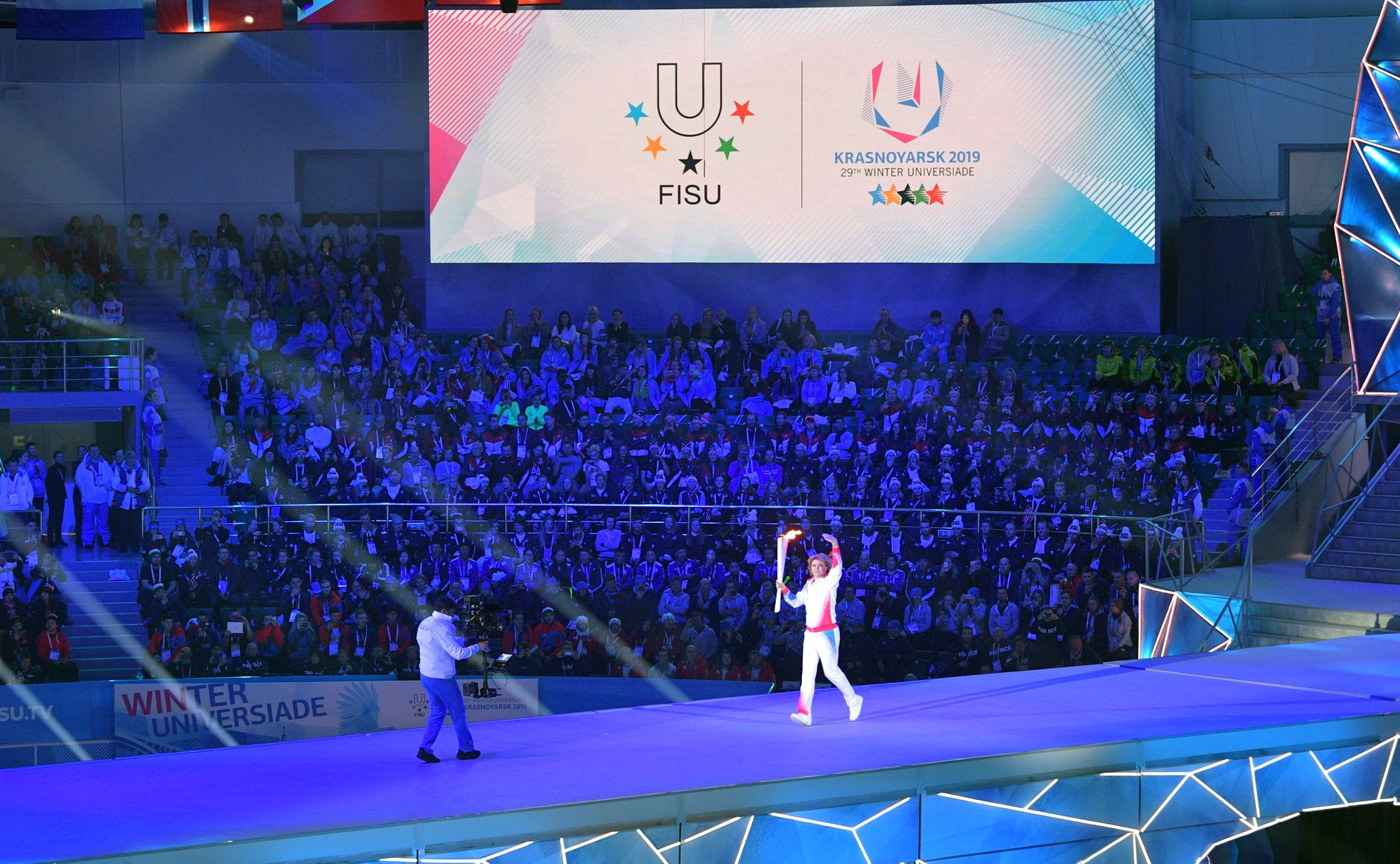
Logo des Universiades 2019 à droite du logo de la FISU

- Bandy
- Biathlon
- Curling
- Hockey sur glace
- Patinage artistique
- Patinage de vitesse sur piste courte
- Ski acrobatique
- Ski alpin
- Ski de fond
- Ski d'orientation
- Snowboard

## Tableau des médailles
| Rang | Nations             | Or | Argent | Bronze | Total | Rang avec Total |
| ---- | ------------------- | -- | ------ | ------ | ----- | --------------- |
| 1    | Russie              | 41 | 39     | 32     | 112   | 1               |
| 2    | République de Corée | 6  | 4      | 4      | 14    | 2               |
| 3    | Japon               | 5  | 4      | 4      | 13    | 3               |
| 4    | Autriche            | 3  | 3      | 0      | 6     | 9               |
| 5    | Finlande            | 3  | 2      | 7      | 12    | 5               |
| 6    | Norvège             | 3  | 2      | 3      | 8     | 6               |
| 7    | France              | 2  | 4      | 7      | 13    | 3               |
| 8    | Suisse              | 2  | 2      | 3      | 7     | 7               |
| 9    | Allemagne           | 2  | 1      | 2      | 5     | 11              |
| 9    | Suède               | 2  | 1      | 2      | 5     | 11              |
| 11   | Biélorussie         | 2  | 1      | 0      | 3     | 15              |
| 12   | République tchèque  | 1  | 2      | 3      | 6     | 9               |
| 13   | Canada              | 1  | 2      | 2      | 5     | 11              |
| 14   | Chine               | 1  | 2      | 1      | 4     | 14              |
| 15   | Italie              | 1  | 1      | 1      | 3     | 15              |
| 16   | Pologne             | 1  | 1      | 0      | 2     | 17              |
| 17   | Kazakhstan          | 0  | 4      | 3      | 7     | 7               |
| 18   | Slovaquie           | 0  | 1      | 0      | 1     | 18              |
| 19   | Royaume-Uni         | 0  | 0      | 1      | 1     | 18              |
| 19   | Géorgie             | 0  | 0      | 1      | 1     | 18              |

## Composition de l'Équipe de France
L'Équipe de France était constituée de 40 athlètes :
https://france-u-krasnoyarsk2019.com/wp-content/uploads/2019/03/Guide-de-lEquipe-de-France-1.pdf

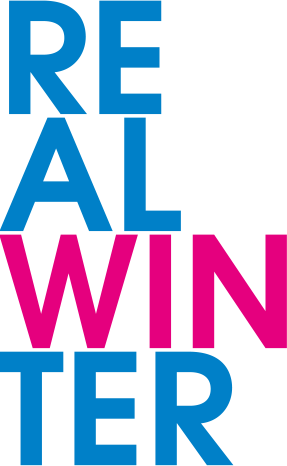
Slogan «Véritable Hiver»

## Résultats de l'Équipe de France[4]
La France a égalé son record historique de treize médailles établi en Chine, en 2009. 
2 médailles d'or
- Benjamin Cavet, ski de bosses épreuve individuelle, Université Savoie Mont-Blanc
- Aurélie Monvoisin, short-track – 500m, CNFDI
4 médailles d'argent
- Eliot Gorry, ski freestyle – slopestyle, Université Savoie Mont-Blanc
- Aurélie Monvoisin, short-track – 1500m, CNFDI
- Aurélie Monvoisin, short-track – 1000m, CNFDI
- Quentin Fercoq, short-track – 1500m, Université Toulouse Jean-Jaurès
7 médailles de bronze
- Carmen Haro, combiné alpin, Université Savoie Mont-Blanc
- Félix Cottet-Puinel, biathlon – 20 km, Université Grenoble Alpes
- Lou Barin, ski freestyle – slopestyle, Université Savoie Mont-Blanc
- Adelina Galyavieva (Russian State University of Physical Education) et Louis Thauron (EM Lyon), danse sur glace
- Marine Challamel (Université Grenoble Alpes) et Félix Cottet-Puinel (Université Grenoble Alpes), biathlon – relais mixte 
- Benjamin Cavet, ski de bosses épreuve parallèle, Université Savoie Mont-Blanc
- Paco Rassat, ski alpin – slalom, Université Grenoble Alpes